# Mark Clifton
Mark Clifton (ur. 24 października 1906, zm. 25 października 1963 w Los Angeles) – amerykański pisarz science-fiction.

## Życiorys
Przez ponad 20 lat pracował jako psycholog pracy, odpowiadał za rozmowy rekrutacyjne i rozmowy z osobami zwalnianymi z pracy. Swoim doświadczeniom poświęcił książkę Opportunity Unlimited: Find Your Place in Industry (1961). Na początku lat 50. zrezygnował z pracy z powodu kłopotów ze zdrowiem i poświęcił się pisarstwu. Był autorem trzech powieści, z których napisana wspólnie z Frankiem Riley They'd rather be right przyniosła mu w 1955 Nagrodę Hugo, a także autorem około dwudziestu opowiadań, z których w Polsce ukazały się:
- debiutanckie What have I done (1952) (Co ja zrobiłem, tłum. Arkadiusz Nakoniecznik w: Fantastyka, nr 2 z 1988, tłum. Małgorzata Koczańska, w: Wielka księga science fiction. Tom 1, wyd. Fabryka Słów, 2011),
- Star, Bright (1952) (Na wstędze Möbiusa, tłum. Arkadiusz Nakoniecznik, w: Rakietowe dzieci, wyd. Alfa, 1989),
- Hang Head, Vandal (1962) (Hańba wandalom, tłum. Lech Jęczmyk, w: Kroki w nieznane. Tom 1, wyd. Iskry, 1970).

## Opowiadania dostępne on-line
- Opowiadania Marka Cliftona na stronie www.gutenberg.org
- What Now, Little Man. scifi.com. [zarchiwizowane z tego adresu (2007-05-20)].
- Clerical Error. scifi.com. [zarchiwizowane z tego adresu (2007-10-21)].
- Opowiadania Marka Cliftona po polsku na stronie sf.giang.pl